# Cirkónium-dioxid
A cirkónium-dioxid (képlete ZrO2) egy szervetlen vegyület, a cirkónium oxidja. Fehér port vagy kis méretű kristályokat alkot. A kristályai monoklin vagy négyzetes, magas hőmérsékleten pedig köbös rendszerűek lehetnek. A tiszta cirkónium-dioxid az elektromos áramot nem vezeti, de ha ritkaföldfémek oxidjaival keverik össze és magasabb hőmérsékletre hevítik, vezetővé válik. Ha áramot vezet, erős fehér fényt bocsát ki. Természetben előforduló ásványa a baddeleyit, másképpen cirkónia.

## Kémiai tulajdonságai
A savas jellegű titán-dioxiddal szemben a cirkónium-dioxid inkább bázisos jellemű vegyület. Kémiailag igen ellenálló, csak a hidrogén-fluorid és a forró, tömény kénsav oldja fel. Ha a cirkónium-dioxidot alkálifémek hidroxidjaival vagy karbonátjaival olvasztják össze, akkor alkáli-cirkonátokká alakul. Ezek a vegyületek híg savakban feloldódnak.

## Előfordulása
A természetben megtalálható ásványként, az ásvány neve baddeleyit.

## Előállítása
Szintetikusan előállítható a cirkónium-hidroxid hevítésével.
Cirkónium-dioxidot a legfontosabb ásványaiból, a cirkónhomokból és a cirkónföldből nyerik. A magas minőségű végtermék szempontjából a megfelelő szemcseméret és az anyag tisztasága nélkülözhetetlen. 

## Felhasználása
A cirkónium-dioxidot tűzálló edények készítésekor alkalmazzák. Erre a magas olvadáspontja és kémiai ellenállóképessége teszi alkalmassá. Felhasználják fényérzékeny festékek színállóvá tételére is, mert a színe nem változik látható és ultraibolya fény, illetve szerves anyagok hatására. Felhasználják még fehér zománc és tejüveg készítésére is. Az orvosi gyakorlatban röntgenvizsgálatok alkalmával a gyomor és a belek falának átlátszatlanná tételére használják, mivel a röntgensugarakat elnyeli és nem káros az emberi szervezetre.
Újabban a népszerű, élüket sokáig megtartó és nem korrodálódó kerámiakések gyártására használják.
Ezen kívül a hagyományos korund (alumínium-oxid szemcsés) csiszolószalagok, csiszolótárcsák szemcséit is nagy ipari igénybevételű csiszolások esetében cirkónium-dioxid szemcsékből készítik, erősebb kötőanyagokkal az alaptextilhez ragasztva, mert a cirkónium szemcsék sokkal hosszabb élettartamot adnak a csiszolószerszámoknak.

## Felhasználása kerámiaként
Ahhoz, hogy a cirkóniumból kerámiát kapjunk, egy kémiai átalakulásnak kell bekövetkeznie. A kerámiák a definíció értelmében „égetett anyagok”. Az égetési folyamat oxidációhoz vezet. A cirkóniumból (Zr) oxigén felvétele mellett (O2) cirkónium-dioxid (ZrO2) jön létre, mely majdnem minden cirkóntermék alapját képezi. A mindennapi gyakorlatban a cirkónium-dioxid helyett a cirkon-oxid és cirkon szavak használatosak. A cirkónium-dioxidból készített teljes kerámiák további gyártási technikákat, CAD/CAM rendszereket igényelnek. Ezúton érhetik el azt a nagyfokú szilárdságot és törési rezisztenciát.
- Amíg a fogzománc hajlítószilárdsága cca. 200 MPa, és a hagyományos, teljes porcelán borítókoronák hajlítószilárdsága 120–190 MPa között mozog, addig a cirkónium-oxid-alapú koronáké közel 1200 MPa.
- Fémmentes fogpótlások készítése cirkóniumvázzal. Az utóbbi évek technológiai fejlesztéseinek talán legjelentősebb lépése az ún. CAD/CAM rendszerek megjelenése a fogászatban. Lényege, hogy a preparált fogakról vett lenyomat alapján készülő minta adatait egy speciális szkenner letapogatja és a számítógépben rögzíti. Majd ezeket egy nemzetközi gyártó központba továbbítja az interneten keresztül és ott megkezdődik a fogpótlás cirkóniumvázának „legyártása”. A korona/híd végső formai kidolgozása már itthon történik, az orvos által megadott elvárások szerint. A legmodernebb fogtechnikai laboratóriumok már saját marógépekkel rendelkeznek, ezáltal a gyártási folyamat is egy helyen megy végbe. A cirkóniumváz szilárdságának köszönhetően ma már teljes körhidak is készíthetőek fémmentes megoldással. Egyetlen hátrányuk, hogy áruk jelentősen magasabb, mint a fémkerámia fogpótlás ára.

Esztétikai előnyük annak köszönhető, hogy a koronák, hidak nem tartalmaznak semmi fémet, így a fény terjedése a pótlásban és annak környezetében szinte azonos, mint a természetes fogakban. A fémtartalmú fogpótlások ezért mindig sokkal „élettelenebbek”, színük fényben a gondos színválasztás ellenére is túl „tömör” lehet.
Típusai: in-lay, on-lay, héj, monolitikus cirkónium korona és cirkóniumvázas korona/híd.
- Újabban kerámiakések pengéjeként is használják.